# Alejandro Arce
Alejandro Arce – piłkarz paragwajski noszący przydomek Arpa Forro, pomocnik.
Jako piłkarz klubu Cerro Porteño wziął udział w turnieju Copa América 1953, gdzie Paragwaj zdobył tytuł mistrza Ameryki Południowej. Arce zagrał tylko w meczu z Peru, gdzie wszedł na boisko za Juana Romero.
Następnie wziął udział w turnieju Copa América 1955, gdzie Paragwaj zajął przedostatnie, piąte miejsce. Arce zagrał we wszystkich pięciu meczach - z Argentyną, Urugwajem, Ekwadorem, Chile i Peru.
Arce grał także we Włoszech, w klubie UC Sampdoria.
Arce w reprezentacji Paragwaju rozegrał w sumie 6 meczów - wszystkie podczas turniejów Copa América.